# نيك دوفي
نيك دوفي (بالإنجليزية: Nick Duffy)‏ هو رسام توضيحي بريطاني، ولد في 24 يونيو 1956 في برمنغهام في المملكة المتحدة.

## وصلات خارجية
- نيك دوفي على موقع ميوزك برينز (الإنجليزية)
- نيك دوفي على موقع ديسكوغز (الإنجليزية)